# Thermistis
Thermistis es un género de escarabajos longicornios de la subfamilia Lamiinae. Fue descrito por Francis Polkinghorne Pascoe en 1867.

## Especies
- Thermistis annamensis Lin y Tichý, 2020
- Thermistis cheni Lin y Chou, 2012
- Thermistis conjunctesignata Rondon y Breuning, 1970
- Thermistis croceocincta (Saunders, 1839)
- Thermistis hainanensis Lin y Yang, 2012
- Thermistis kaiyuni Chou y Kurihara, 2012y
- Thermistis nigromacula Hua, 1992
- Thermistis rubromaculata Pu, 1984
- Thermistis sagittifera Pesarini y Sabbadini, 1999
- Thermistis sulphureonotata Pu, 1984
- Thermistis taiwanensis Nara y Yu, 1992
- Thermistis xanthomelas Holzschuh, 2007